# Auchenionchus variolosus
Auchenionchus variolosus är en fiskart som först beskrevs av Valenciennes, 1836.  Auchenionchus variolosus ingår i släktet Auchenionchus och familjen Labrisomidae. Inga underarter finns listade.